# Uzbekistan na Letnich Igrzyskach Olimpijskich Młodzieży 2010
Uzbekistan na Letnich Igrzyskach Olimpijskich Młodzieży w Singapurze w 2010 reprezentować będzie 2 sportowców. 

## Skład kadry
Takweondo 
- Elmurad Holikov (63 kg)

 Tenis stołowy
- Ebubekir Rasulov